# Spaced Out
Spaced Out (conocido en francés como Allô la Terre, ici les Martin, y en España como Astronautas en Familia) es una serie animada, coproducida por Alphanim, Tooncan y Cartoon Network Europe, en asociación con varias otras compañías y cadenas de televisión. Spaced Out es una serie con elementos similares a The Jetsons, que también cuenta con una familia de cuatro miembros (en un momento Cartoon Network Europe produjo una promoción para la serie con la música de The Jetsons sincronizada con momentos de Spaced Out). La serie tuvo 1 temporada con 26 episodios. Se emitió en los Estados Unidos en Toon Disney desde el 4 de octubre de 2002 hasta el 17 de septiembre de 2003.

## Difusión internacional
la serie se emitió en Europa en Cartoon Network más canales de televisión gratuitos como Rai Due en Italia, TVE2 en España, France 3 en Francia, Toon Disney en los Estados Unidos, ZDF en Alemania

## Sinopsis
George Martin vive en un vecindario habitual con su familia y solicita un trabajo en la empresa aparentemente monopolística, Krach Industries. A pesar de que no tienen la intención de contratarlo, su aplicación es accidentalmente arrastrada por el viento al montón de candidatos seleccionados. Esto lleva a George a ser contratado como director de un subdesarrollo de una estación orbital secreta (Operación SOS), donde él y su familia tienen que vivir como un experimento iniciado por Krach. Cuando los Martins llegan a la estación, se encuentran con otras personas que también han sido enviadas por Krach para vivir allí. Para su sorpresa, su vecino y maestro que enseñó a los niños de Martins en la Tierra también está en la estación con su hijo. Más tarde, salvan a un cosmonauta ruso que decide vivir con ellos. Y así, continúan viviendo en la estación espacial, ocasionalmente teniendo disputas personales, conociendo extraterrestres y siendo monopolizados por Krach.
- Datos: Q851851